# エフエムつづき
株式会社エフエムつづきは、神奈川県横浜市都筑区の一部地域を放送区域とする超短波放送（FM放送）を計画していた一般放送事業者（現 民間特定地上基幹放送事業者）である。
ハウスクエア横浜内に演奏所を設置、都筑区役所屋上から電波を発射し、コミュニティ放送をする予定であった。

## 概要
2009年8月20日付で総務省関東総合通信局より予備免許が交付されたが、社長の交代などの混乱により、10か月近く試験電波は発射されず

、結局公式サイトは閉鎖され、ハウスクエア横浜内に設置されていた開設準備室も撤退し、試験電波が発射されないまま計画が頓挫する格好となってしまった。